# Serranópolis do Iguaçu
Serranópolis do Iguaçu es un municipio brasileño del estado de Paraná. Según el censo IBGE del año 2010, la población era de 4568 habitantes.